# Москвичёв, Иван Романович
Ива́н Рома́нович Москвичёв (16 [29] сентября 1913, Оршанский кантон — 18 августа 1978, Йошкар-Ола) — советский государственный и политический деятель, председатель Президиума Верховного Совета Марийской АССР.

## Биография
Родился в 1913 году в Малом Кугунуре Оршанского района. Член ВКП(б). Окончил Оршанский льноводческий техникум (1933), Высшую партийную школу (1955).
С 1933 года — на общественной и политической работе. В 1933—1968 годах — на партийных и хозяйственных должностях в Оршанском районе, 1-й секретарь Пектубаевского районного комитета ВКП(б) (1947—1952), 2-й секретарь Марийского областного комитета КПСС (1955—1959), председатель Президиума Верховного Совета Марийской АССР (1959—1968).
Избирался депутатом Верховного Совета РСФСР 5-го, 6-го, 7-го созывов (1959—1971). Депутат ВС МАССР 5 созывов (1951—1971).
Умер в 1978 году в Йошкар-Оле.

## Награды
- Орден Ленина (1951)
- Орден Трудового Красного Знамени (1966)
- Орден «Знак Почёта» (1946, 1963)
- Почётная грамота Президиума Верховного Совета РСФСР (1965)
- Почётная грамота Президиума Верховного Совета Марийской АССР (1946, 1963)